# Liste der Bodendenkmäler in Niederaichbach
Auf dieser Seite sind die Bodendenkmäler in der niederbayerischen Gemeinde Niederaichbach zusammengestellt. Diese Tabelle ist eine Teilliste der Liste der Bodendenkmäler in Bayern. Grundlage ist die Bayerische Denkmalliste, die auf Basis des Bayerischen Denkmalschutzgesetzes vom 1. Oktober 1973 erstmals erstellt wurde und seither durch das Bayerische Landesamt für Denkmalpflege geführt wird. Die folgenden Angaben ersetzen nicht die rechtsverbindliche Auskunft der Denkmalschutzbehörde.

## Bodendenkmäler der Gemeinde Niederaichbach

### Bodendenkmäler in der Gemarkung Hüttenkofen
| Lage                   | Objekt | Akten-Nr.     | Bild |
| ---------------------- | --- | ------------- | ---- |
| Hüttenkofen (Standort) | Grabhügel der Bronzezeit. | D-2-7339-0086 |      |
| Hüttenkofen (Standort) | Burgstall des Mittelalters. | D-2-7340-0194 |      |
| Hüttenkofen (Standort) | Mittelalterlicher Burgstall Schlösselberg. | D-2-7340-0195 |      |
| Hüttenkofen (Standort) | Grabhügel der Bronzezeit und Hallstattzeit. | D-2-7340-0196 |      |
| Hüttenkofen (Standort) | Siedlung vor- und frühgeschichtlicher Zeitstellung. | D-2-7340-0198 |      |
| Hüttenkofen (Standort) | Verebnete Grabhügel vorgeschichtlicher Zeitstellung. | D-2-7340-0199 |      |
| Hüttenkofen (Standort) | Verebnetes viereckiges Grabenwerk vor- und frühgeschichtlicher Zeitstellung, wohl Viereckschanze der späten Latènezeit.                                                                     | D-2-7340-0200 |      |
| Hüttenkofen (Standort) | Siedlung vor- und frühgeschichtlicher Zeitstellung. | D-2-7340-0201 |      |
| Hüttenkofen (Standort) | Siedlung vor- und frühgeschichtlicher Zeitstellung. | D-2-7340-0202 |      |
| Hüttenkofen (Standort) | Siedlung vor- und frühgeschichtlicher Zeitstellung. | D-2-7340-0203 |      |
| Hüttenkofen (Standort) | Siedlung vor- und frühgeschichtlicher Zeitstellung. | D-2-7340-0204 |      |
| Hüttenkofen (Standort) | Siedlung vor- und frühgeschichtlicher Zeitstellung. | D-2-7340-0205 |      |
| Hüttenkofen (Standort) | Verebneter Grabhügel vorgeschichtlicher Zeitstellung. | D-2-7340-0206 |      |
| Hüttenkofen (Standort) | Verebnetes viereckiges Grabenwerk vor- und frühgeschichtlicher Zeitstellung, wohl Viereckschanze der späten Latènezeit.                                                                     | D-2-7340-0207 |      |
| Hüttenkofen (Standort) | Verebnetes viereckiges Grabenwerk und Siedlung vor- und frühgeschichtlicher Zeitstellung.                                                                                                   | D-2-7340-0208 |      |
| Hüttenkofen (Standort) | Verebneter vorgeschichtlicher Grabhügel und Siedlung vor- und frühgeschichtlicher Zeitstellung.                                                                                             | D-2-7340-0209 |      |
| Hüttenkofen (Standort) | Verebneter Wall einer Abschnittsbefestigung vor- und frühgeschichtlicher Zeitstellung (Burgstall des Mittelalters).                                                                         | D-2-7340-0210 |      |
| Hüttenkofen (Standort) | Untertägige mittelalterliche und frühneuzeitliche Befunde im Bereich der katholischen Pfarrkirche St. Jakob in Hüttenkofen, darunter die Spuren von Vorgängerbauten bzw. älterer Bauphasen. | D-2-7340-0336 |      |
| Hüttenkofen (Standort) | Siedlung der Linearbandkeramik und der Merowingerzeit. | D-2-7439-0181 |      |
| Hüttenkofen (Standort) | Siedlung vor- und frühgeschichtlicher Zeitstellung. | D-2-7439-0182 |      |
| Hüttenkofen (Standort) | Siedlung der späten Latènezeit. | D-2-7440-0151 |      |
| Hüttenkofen (Standort) | Siedlung vor- und frühgeschichtlicher Zeitstellung. | D-2-7440-0152 |      |
| Hüttenkofen (Standort) | Siedlung vor- und frühgeschichtlicher Zeitstellung. | D-2-7440-0153 |      |
| Hüttenkofen (Standort) | Siedlung vor- und frühgeschichtlicher Zeitstellung. | D-2-7440-0154 |      |
| Hüttenkofen (Standort) | Verebnete Kreisgräben vor- und frühgeschichtlicher Zeitstellung. | D-2-7440-0155 |      |

### Bodendenkmäler in der Gemarkung Niederaichbach
| Lage                      | Objekt | Akten-Nr.     | Bild |
| ------------------------- | --- | ------------- | ---- |
| Niederaichbach (Standort) | Frühmittelalterliche Reihengräber. | D-2-7339-0087 |      |
| Niederaichbach (Standort) | Frühmittelalterliche Reihengräber. | D-2-7339-0088 |      |
| Niederaichbach (Standort) | Teilstück der römischen Isartalstraße. | D-2-7339-0089 |      |
| Niederaichbach (Standort) | Siedlung vor- und frühgeschichtlicher Zeitstellung. | D-2-7339-0090 |      |
| Niederaichbach (Standort) | Siedlung vor- und frühgeschichtlicher Zeitstellung. | D-2-7339-0091 |      |
| Niederaichbach (Standort) | Siedlung vor- und frühgeschichtlicher Zeitstellung. | D-2-7339-0093 |      |
| Niederaichbach (Standort) | Teilstück der römischen Isartalstraße. | D-2-7339-0094 |      |
| Niederaichbach (Standort) | Siedlung vor- und frühgeschichtlicher Zeitstellung. | D-2-7339-0097 |      |
| Niederaichbach (Standort) | Siedlung vor- und frühgeschichtlicher Zeitstellung. | D-2-7339-0098 |      |
| Niederaichbach (Standort) | Siedlung vor- und frühgeschichtlicher Zeitstellung. | D-2-7339-0099 |      |
| Niederaichbach (Standort) | Untertägige mittelalterliche und frühneuzeitliche Befunde im Bereich des Schlosses von Niederaichbach, darunter die Spuren von Vorgängerbauten bzw. älterer Bauphasen. | D-2-7339-0361 |      |
| Niederaichbach (Standort) | Untertägige frühneuzeitliche Befunde im Bereich der katholischen Kirche St. Nikolaus in Niederaichbach, darunter die Spuren von Vorgängerbauten bzw. älterer Bauphasen. | D-2-7339-0362 |      |
| Niederaichbach (Standort) | Siedlung und Körpergräber vor- und frühgeschichtlicher Zeitstellung. | D-2-7340-0212 |      |
| Niederaichbach (Standort) | Siedlung vor- und frühgeschichtlicher Zeitstellung. | D-2-7340-0213 |      |
| Niederaichbach (Standort) | Burgstall des Mittelalters. | D-2-7439-0183 |      |
| Niederaichbach (Standort) | Verebneter Kreisgraben und Siedlung vor- und frühgeschichtlicher Zeitstellung. | D-2-7439-0184 |      |
| Niederaichbach (Standort) | Siedlung vor- und frühgeschichtlicher Zeitstellung. | D-2-7439-0185 |      |
| Niederaichbach (Standort) | Siedlung vor- und frühgeschichtlicher Zeitstellung. | D-2-7439-0186 |      |
| Niederaichbach (Standort) | Siedlung vor- und frühgeschichtlicher Zeitstellung. | D-2-7439-0187 |      |
| Niederaichbach (Standort) | Siedlung vor- und frühgeschichtlicher Zeitstellung. | D-2-7439-0188 |      |
| Niederaichbach (Standort) | Siedlung vor- und frühgeschichtlicher Zeitstellung. | D-2-7439-0190 |      |
| Niederaichbach (Standort) | Untertägige mittelalterliche und frühneuzeitliche Befunde im Bereich der katholischen Kirche St. Margaretha in Reichersdorf, darunter die Spuren von Vorgängerbauten bzw. älterer Bauphasen, unter anderem eine frühmittelalterliche Holzkirche, romanische Kirchenfundamente, ein romanischer Friedhof sowie Barockgräber. | D-2-7439-0238 |      |

### Bodendenkmäler in der Gemarkung Oberaichbach
| Lage                    | Objekt | Akten-Nr.     | Bild |
| ----------------------- | --- | ------------- | ---- |
| Oberaichbach (Standort) | Siedlung der Stichbandkeramik, der Gruppe Oberlauterbach und der Münchshöfener Gruppe.                                                                                           | D-2-7439-0191 |      |
| Oberaichbach (Standort) | Siedlung der Stichbandkeramik/Gruppe Oberlauterbach, der Münchshöfener Gruppe und der Bronzezeit.                                                                                | D-2-7439-0192 |      |
| Oberaichbach (Standort) | Siedlung des Mittelneolithikums (Stichbandkeramik/Gruppe Oberlauterbach), der Münchshöfener Gruppe und der Latènezeit.                                                           | D-2-7439-0193 |      |
| Oberaichbach (Standort) | Siedlung vorgeschichtlicher Zeitstellung. | D-2-7439-0194 |      |
| Oberaichbach (Standort) | Siedlung vor- und frühgeschichtlicher Zeitstellung. | D-2-7439-0195 |      |
| Oberaichbach (Standort) | Siedlung vor- und frühgeschichtlicher Zeitstellung. | D-2-7439-0196 |      |
| Oberaichbach (Standort) | Siedlung vor- und frühgeschichtlicher Zeitstellung. | D-2-7439-0231 |      |
| Oberaichbach (Standort) | Untertägige frühneuzeitliche Befunde im Bereich der katholischen Pfarrkirche St. Peter und Paul in Oberaichbach, darunter die Spuren von Vorgängerbauten bzw. älterer Bauphasen. | D-2-7439-0308 |      |
| Oberaichbach (Standort) | Siedlung vor- und frühgeschichtlicher Zeitstellung. | D-2-7440-0156 |      |

### Bodendenkmäler in der Gemarkung Wolfsbach
| Lage                                | Objekt | Akten-Nr.     | Bild |
| ----------------------------------- | --- | ------------- | ---- |
| Wolfsbach (Standort)                | Siedlung vor- und frühgeschichtlicher Zeitstellung. | D-2-7439-0107 |      |
| Wolfsbach (Standort)                | Siedlung der Münchshöfener Gruppe. | D-2-7439-0224 |      |
| Wolfsbach (Standort)                | Verebnete Abschnittsbefestigung vor- und frühgeschichtlicher Zeitstellung (Burgstall des Mittelalters).                                                            | D-2-7439-0225 |      |
| Wolfsbach (Standort)                | Verebnetes viereckiges Grabenwerk vor- und frühgeschichtlicher Zeitstellung.                                                                                       | D-2-7439-0226 |      |
| Wolfsbach (Standort)                | Siedlung vor- und frühgeschichtlicher Zeitstellung. | D-2-7439-0227 |      |
| Wolfsbach (Standort)                | Verebneter Grabhügel vorgeschichtlicher Zeitstellung. | D-2-7439-0228 |      |
| Wolfsbach (Standort)                | Verebnetes Grabenwerk vor- und frühgeschichtlicher Zeitstellung, wohl Viereckschanze der späten Latènezeit.                                                        | D-2-7439-0229 |      |
| Wolfsbach (Standort)                | Siedlung vor- und frühgeschichtlicher Zeitstellung. | D-2-7439-0230 |      |
| Wolfsbach (Standort)                | Siedlung der Linearbandkeramik. | D-2-7439-0240 |      |
| Wolfsbach (Standort)                | Untertägige frühneuzeitliche Befunde im Bereich der katholischen Kirche St. Nikolaus in Wolfsbach, darunter die Spuren von Vorgängerbauten bzw. älterer Bauphasen. | D-2-7439-0312 |      |
| Wolfsbach Niederaichbach (Standort) | Bestattungsplatz der Merowingerzeit. | D-2-7439-0329 |      |